# David Perdue
Pour les articles homonymes, voir Perdue (homonymie).
David Perdue, né le 10 décembre 1949 à Macon (Géorgie), est un homme politique américain. 
Membre du Parti républicain, il est sénateur de la Géorgie au Congrès des États-Unis de 2015 à 2021. Il est défait en 2021 lors du second tour par le démocrate Jon Ossoff. Depuis mai 2025, il est ambassadeur des États-Unis en Chine au sein de la seconde administration de Donald Trump.

## Biographie

### Jeunesse et carrière professionnelle
David Perdue grandit à Warner Robins. Sa mère est enseignante et son père dirige les écoles du comté de Houston, où il met en place la déségrégation. Perdue étudie au Georgia Institute of Technology, où il est diplômé d'un baccalauréat universitaire en ingénierie industrielle en 1972 puis d'un master en recherche opérationnelle en 1976,. Après ses études, il épouse Bonnie Dunn avec qui il a deux enfants.
Perdue entame sa carrière professionnelle au sein du cabinet de conseil en management Kurt Salmon Associates, où il travaille pendant douze ans. Il poursuit sa carrière au sein de plusieurs entreprises, notamment en Asie.
En 1998, il entre à Reebok dont il devient président-directeur général en 2001. Son passage au sein de l'équipementier sportif est considéré comme un succès, repositionnant Reebok comme un acteur majeur de son secteur (notamment grâce à un contrat avec la NFL). En 2002, il prend la tête de Pillowtex, une entreprise textile en difficulté qu'il n'arrive pas à relever. Perdue gagne 1,3 million de dollars pour ses neuf mois passés à la tête de l'entreprise, qui fait faillite peu de temps après son départ. En 2003, il devient PDG de l'entreprise de grande distribution Dollar General. Sous sa direction, jusqu'en 2007, Dollar General passe de 5 900 à 8 500 magasins dans le pays.

### Carrière politique

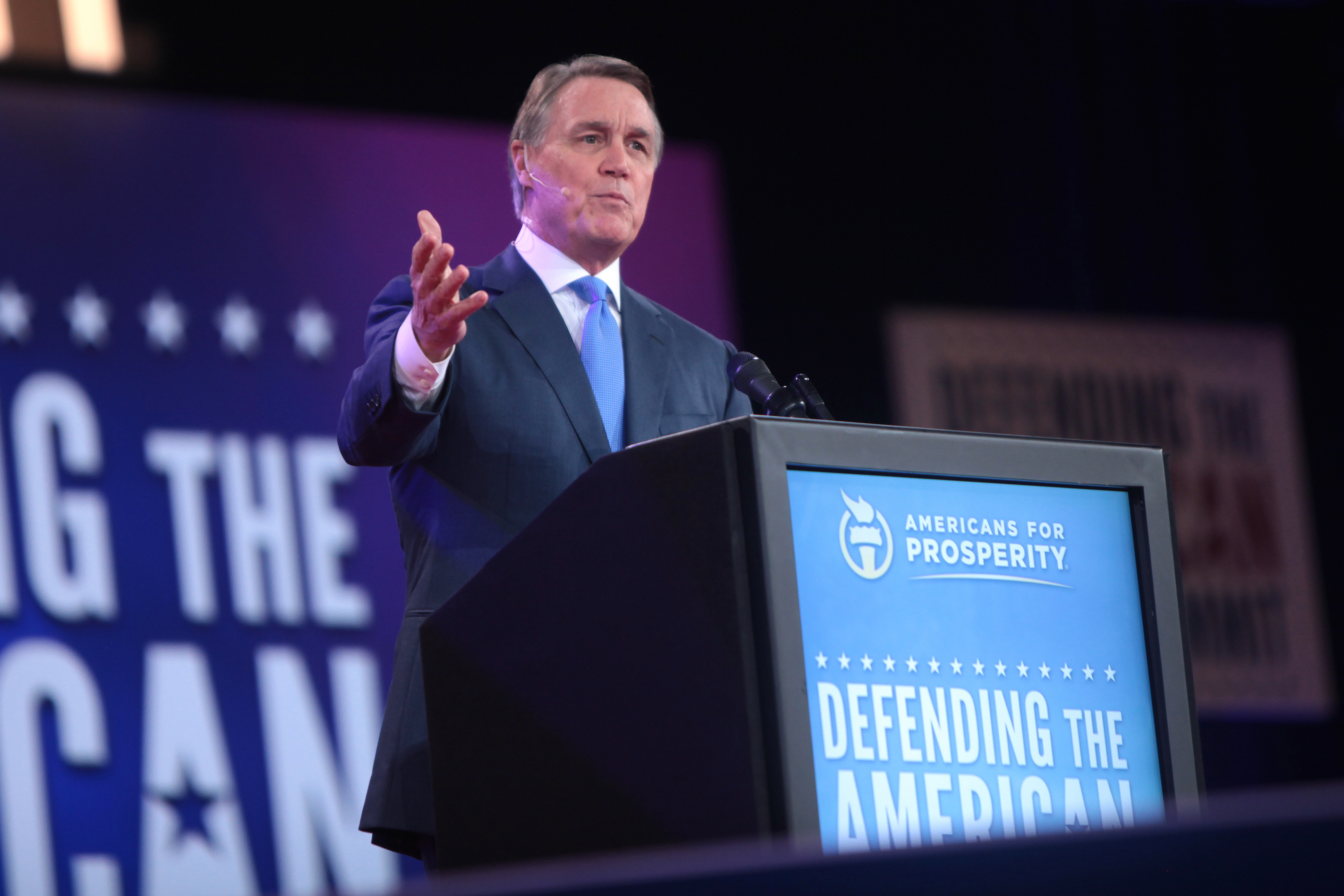
David Perdue lors d'un discours en 2015.

David Perdue se lance en politique lors des élections sénatoriales américaines de 2014. Dans l'État de Géorgie, il entend succéder au sénateur républicain Saxby Chambliss, qui ne se représente pas. Durant la campagne, il met en avant ses succès dans le monde des affaires et dépense plusieurs millions de dollars de sa fortune personnelle. Il arrive en tête du premier tour de la primaire républicaine avec environ 30 % des voix, devant le représentant Jack Kingston (26 %) et l'ancienne secrétaire d'État Karen Handel (22 %). Entre les deux tours, Kingston reçoit le soutien de Handel, arrivée troisième du premier tour. Perdue décroche cependant la nomination républicaine au second tour, en battant Kingston avec 51 % des suffrages,. Il réalise ses meilleurs scores dans la région d'Atlanta. Lors de l'élection générale, il affronte la démocrate Michelle Nunn, fille de l'ancien sénateur Sam Nunn. La Géorgie est alors considérée comme la meilleure chance des démocrates pour faire basculer un siège républicain. Alors que les sondages annoncent une élection serrée, Perdue remporte l'élection avec une marge confortable. En effet, il est élu sénateur des États-Unis en novembre 2014 avec environ 53 % des voix contre 45 % pour Nunn.

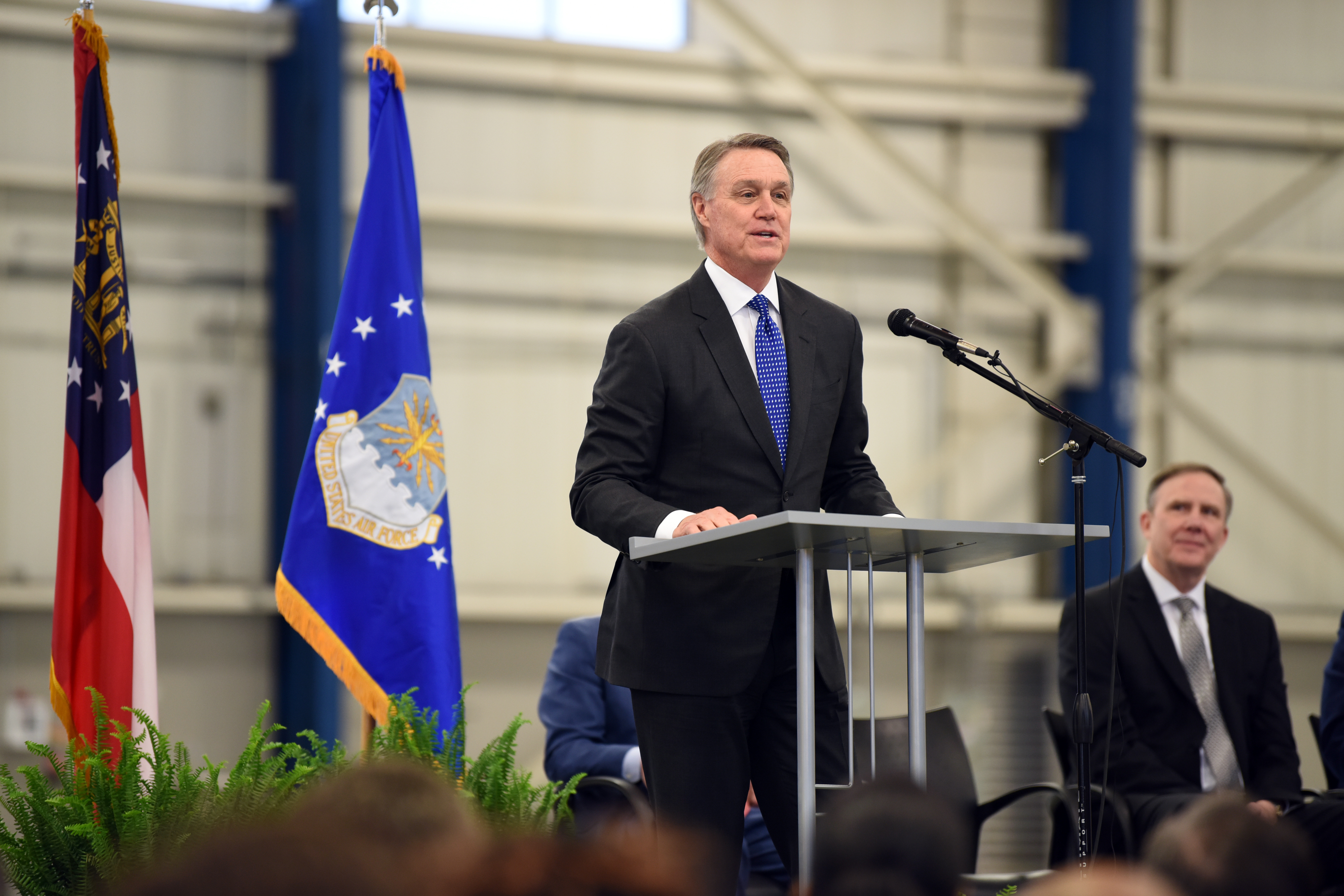
David Perdue à Macon en 2019.

Perdue est candidat à un second mandat lors des élections de 2020. Il remporte la primaire républicaine sans opposition et affronte le démocrate Jon Ossoff en novembre.
Durant la campagne, Perdue critique Ossoff et son « agenda socialiste radical ». Il est cependant accusé de mener une campagne aux relents racistes et antisémites, en prononçant mal le prénom de sa collègue Kamala Harris et en élargissant le nez d'Ossoff, juif, dans des publicités. À l'occasion du deuxième débat, Ossoff qualifie Perdue d'« escroc » pour l'achat d'actions dans une entreprise fabriquant des équipements de protection individuelle après avoir reçu des informations confidentielles sur la pandémie de Covid-19. Perdue se défend, assurant qu'il n'a pas lui-même procédé à l'opération,. L'échange devient viral et Perdue choisit de ne pas participer au troisième débat prévu, pour assister à un meeting de Donald Trump. À l'approche de l'élection, les deux candidats sont au coude-à-coude,. Le 3 novembre 2020, David Perdue devance Jon Ossoff d'environ 88 000 voix. L'écart est toutefois inférieur au score du candidat du Parti libertarien (115 000 voix), empêchant Perdue d'atteindre 50 % des suffrages et d'éviter un second tour. Comme sa collègue Kelly Loeffler, l'autre sénatrice de Géorgie également contrainte à un second tour, il refuse de reconnaître la victoire de Joe Biden à l'élection présidentielle, alors que celui-ci a remporté la Géorgie (une première pour un démocrate depuis 1992). Il se retrouve dans un second tour serré à fort enjeu, qui doit décider du parti qui sera majoritaire au Sénat pour le prochain mandat. Il est finalement battu de justesse par Jon Ossoff (49,4 % contre 50,6 %), faisant basculer le Sénat en faveur des démocrates après la défaite de Kelly Loeffler.
Le 6 décembre 2021, il annonce sa candidature à l'élection de 2022 pour le poste de gouverneur de Géorgie, briguant donc l'investiture républicaine contre le sortant Brian Kemp. Dès le jour de son annonce de candidature, il obtient le soutien de l'ancien président Donald Trump, dont la relation avec Kemp est notoirement tendue depuis l'élection présidentielle de 2020. Perdue affirme alors que, gouverneur, il n'aurait pas certifié la victoire de Joe Biden dans l'État lors du scrutin. Dans le cadre de sa campagne, il propose notamment la suppression de l'impôt sur le revenu. Malgré le soutien de Trump, il n'obtient que 21,8 % des suffrages lors de la primaire républicaine du 24 mai 2022, largement remportée par Kemp avec 73,7 % des voix.
En décembre 2024, Donald Trump annonce nommer Perdue comme ambassadeur en Chine dans sa seconde administration. Le 29 avril 2025, il est confirmé lors d'un vote du Sénat par 67 voix contre 29.

## Positions politiques
David Perdue est un républicain conservateur. Il est favorable à la suppression de l'Agence de protection de l'environnement. Sur les questions de société, il est opposé au droit à l'avortement et au mariage homosexuel.
Durant son mandat de sénateur, Perdue est considéré comme un fidèle soutien de Donald Trump.